# 佐利诺
佐利诺（義大利語：Zollino），是意大利莱切省的一个市镇。总面积9平方公里，人口2077人，人口密度230.8人/平方公里（2009年）。ISTAT代码为075094。